# زندبرگ، هلند
زندبرگ (به هلندی: Zandberg) یک منطقهٔ مسکونی در هلند است که در هولست واقع شده‌است. زندبرگ ۱۱۰ نفر جمعیت دارد.